# Iana, Vaslui
Iana là một xã thuộc hạt Vaslui, România. Dân số thời điểm năm 2002 là 3956 người.